# Karsau (Rheinfelden)
Karsau wurde durch die Verwaltungsreform am 1. Oktober 1974 ein Stadtteil von Rheinfelden (Baden) im baden-württembergischen Landkreis Lörrach. Karsau ist gemessen an der Einwohnerzahl der zweitgrößte Stadtteil von Rheinfelden.

## Geographie

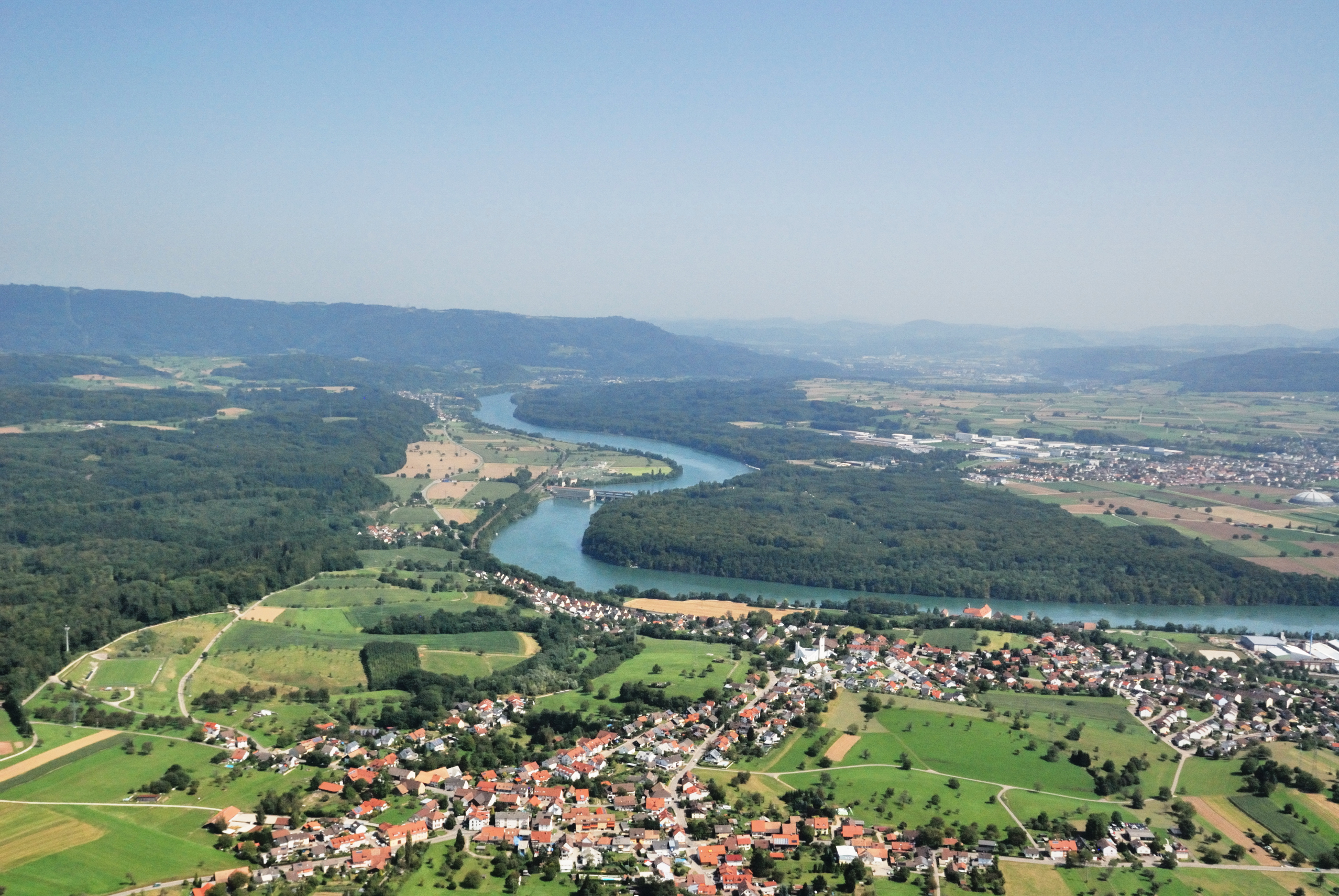
Luftbild von Karsau aus westlicher Richtung

### Nachbargemeinden
Im Osten grenzt die Gemarkung an die Gemeinde Schwörstadt. Im Süden ist der Rhein die Gemarkungsgrenze und gleichzeitig die Landesgrenze zur Schweiz. Auf Schweizer Seite liegt der Ortsteil Riburg der aargauischen Gemeinde Möhlin. Im Westen grenzt Karsau an den Rheinfelder Ortsteil Nollingen und im Norden an die Stadtteile Minseln und Nordschwaben.

### Ortsgliederung

#### Allgemein
Zum Stadtteil Karsau gehören die Ortsteile Beuggen und Riedmatt.
In der Hauptsatzung der Stadt Rheinfelden wurden festgelegt: „Der Stadtteil Karsau besteht aus der Gemarkung der früheren Gemeinde Karsau ohne die Gebiete westlich der Müßmattstraße, südlich der Römerstraße – Trassenführung nach dem am 7. März 1980 genehmigten Flächennutzungsplan – bis zur Bundesstraße 34 und südwestlich der Werksgrenze entlang der Firma Evonik Industries AG (ehemalige Firma Degussa AG) und dem Werk III der Firma Aluminium Rheinfelden GmbH bis zum Rhein.“
Schon 1901 hatte Karsau ca. 100 Hektar seiner Gemarkung im Rheinfeld an die damalige Gemeinde Nollingen abgegeben, damit das Gelände der Industriebetriebe und die Wohnsiedlungen der Arbeiter derselben Gemeinde zugewiesen waren.

#### Beuggen

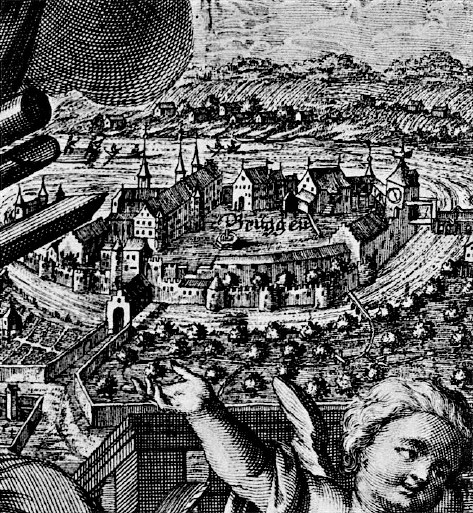
Deutschordensschloss Beuggen aus dem Ordenskalender von 1702.

Beuggen wurde 1218 als Buchein erstmals erwähnt. Nach ihm benannte sich ein Rittergeschlecht mit einer Burg etwas weiter rheinaufwärts, auf die heute nur noch der Straßenname „Burstelstrasse“ (hergeleitet von Burgstall) in Beuggen hindeutet. Die Ritter verkauften ihren Besitz an Ulrich von Liebenberg, der ihn 1246 dem Deutschorden zu Basel schenkte. Diesem Verkauf folgten eine Reihe von Streitigkeiten. So wurde der spätere Deutsche König Rudolf von Habsburg zur Schlichtung eines Streits zwischen Meister Gotfrid und den Deutschordensbrüdern in Elsass und Burgund und dem Mangold von Buchein wegen der „Veste Buchein sammt Zugehör“, am 17. Juni 1248 in Laufenburg gerufen. Die Herren von Beuggen waren danach in Nollingen ansässig und treten erneut Ende des 14. Jahrhunderts durch Jungher Henman von Büghein im Zusammenhang mit den Deutschorden urkundlich in Erscheinung. So siegelte er zum Beispiel 1393 auf Bitten des Johannes Scheffer dessen Urfehde betreffend seiner Gefangennahme auf der Burg auf dem „Stein“ zu Rheinfelden. Im 16. Jahrhundert starb das Geschlecht aus. Die ehemalige Burg Beuggen wurde vom Deutschen Orden aufgegeben und stattdessen ab 1268 eine neue Anlage erbaut, die ständig erweitert wurde. Die Verwaltung der Komtur lag in Basel. Um 1400 wurde eine Schlossanlage errichtet, die später barock umgestaltet wurde, das heutige Schloss Beuggen. 1806 wurde die Kommende dem Land Baden übergeben, das dort 1807 das Bezirksamt Beuggen errichtete das 1810 aufgelöst wurde.

## Geologie
Die Gemarkung befindet sich innerhalb des NW-SO streichenden etwa 8 km breiten Zentralen Dinkelberggrabens, der im W von der Verwerfung Lörrach-Degerfelden im O von der Maulburg-Schwörstadt-Verwerfung begrenzt wird. Die generell nach S einfallende Muschelkalkplatte des Dinkelbergs lagert hier folglich relativ tief. Deshalb unterscheiden sich die Hänge am Südrand des Dinkelbergs auf Karsauer Gemarkung erheblich von denen außerhalb des Grabens, also den steilen Hangprofilen westlich von Nollingen und über Schwörstadt. Die Hänge vom Linsental über Morizenrain und Kapfbühl bis unterm Neuland steigen mit nur mäßigem Gefälle an. Im Kontrast dazu steht der Hang über dem Schlossareal. Hier schuf die Flusserosion einen Steilhang im Oberen Muschelkalk, der im aufgelassenen Steinbruch an der Steig zu sehen ist.
Die Muschelkalkscholle, auf welcher Karsau und das obere Beuggen liegen, wird im Westen durch einen der charakteristischen N-S streichenden Keupergräben des Dinkelbergs begrenzt, den Minselner Graben, der bei Nollingen das Hochrheintal erreicht. Im O erfolgt die Begrenzung durch einen weiteren solchen Graben, der vom Dornachwald her über Fellenbühl zum Südrand des Dinkelbergs zwischen Riedmatt und der Nagelfluh-Höhle zieht. Eine W-O Verwerfung unmittelbar nördlich des Ortsausgangs Richtung Minseln hat zur Folge, dass Keuperschichten im nordöstlichen Teil der Gemarkung bis zur Riedmatthalde und Fellenbühl an den Muschelkalk der Karsau-Scholle grenzen.
Schotter, die der Rhein in der letzten Kaltzeit aufschüttete (Rheingletscher-Niederterrassenschotter) bilden den Untergrund der Talebene des Hochrheins. Dabei lassen sich zwei Niveaus unterscheiden, ein höheres, nördlich bzw. westlich der Bahnlinie, das sich bei Riedmatt stark verengt, dann sich ab der Einmündung der Beuggener Straße in die B 34 rasch verbreitert. Entlang der Bahnlinie verläuft ein Rain, ein früheres Rheinufer, an dessen Fuß sich das tiefere, mit Auenlehm bedeckte Niveau ausbreitet.( Hier hat z. B. das Schloss seinen Standort.) Dies ist der Tatsache zu verdanken, dass der Rhein einen Teil seiner Schotter, sich erneut eintiefend, wieder ausräumte.

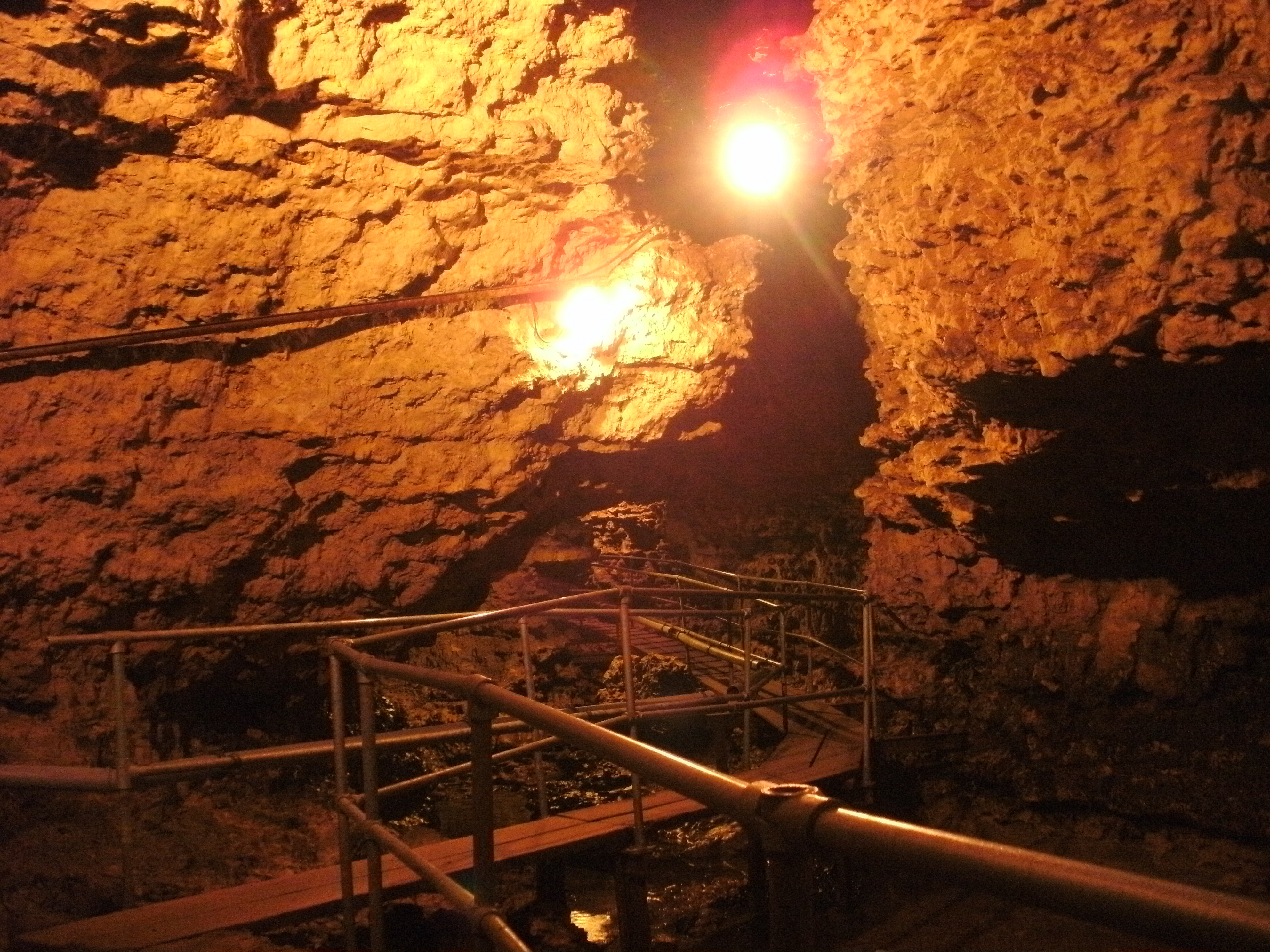
Tschamberhöhle

Schotter aus dem älteren Eiszeitalter (Mindel-Kaltzeit) liegen als Tiefere Deckenschotter hoch über dem jetzigen Rheinbett an und über den Hängen vom Linsental bis Schwörstadt und in den unteren Talabschnitten der Dinkelbergbäche. In der Bettlerküche sind sie als zu Nagelfluh verkittete Felsen gut aufgeschlossen. (Im Geologischen Atlas der Schweiz werden diese Schotter stellenweise der Riss-Kaltzeit zugeordnet.)
Von alters her kam der Landwirtschaft zugute, dass die Gemarkung weitgehend von Lösslehm, stellenweise auch von Löss bedeckt ist.
Eine geotouristische Sehenswürdigkeit ist die Tschamberhöhle, eine Karsterscheinung im Oberen Muschelkalk. „Das Besondere gegenüber anderen Schauhöhlen ist, dass hier das Entstehen einer Karsthöhle durch die Tätigkeit des Wassers unmittelbar verfolgt werden kann. Als aktive Wasserhöhle, die ständig vom Höhlenbach durchströmt wird, ist sie bis auf den vorderen, schon lange trocken gefallenen Teil, frei von Tropfsteinbildungen. Einen besonderen Reiz der Höhle bilden die bizarren Strukturen der Höhlenwände, die durch Auswaschung verschieden harter Kalkschichten entstanden sind.“

## Bevölkerung und Religion

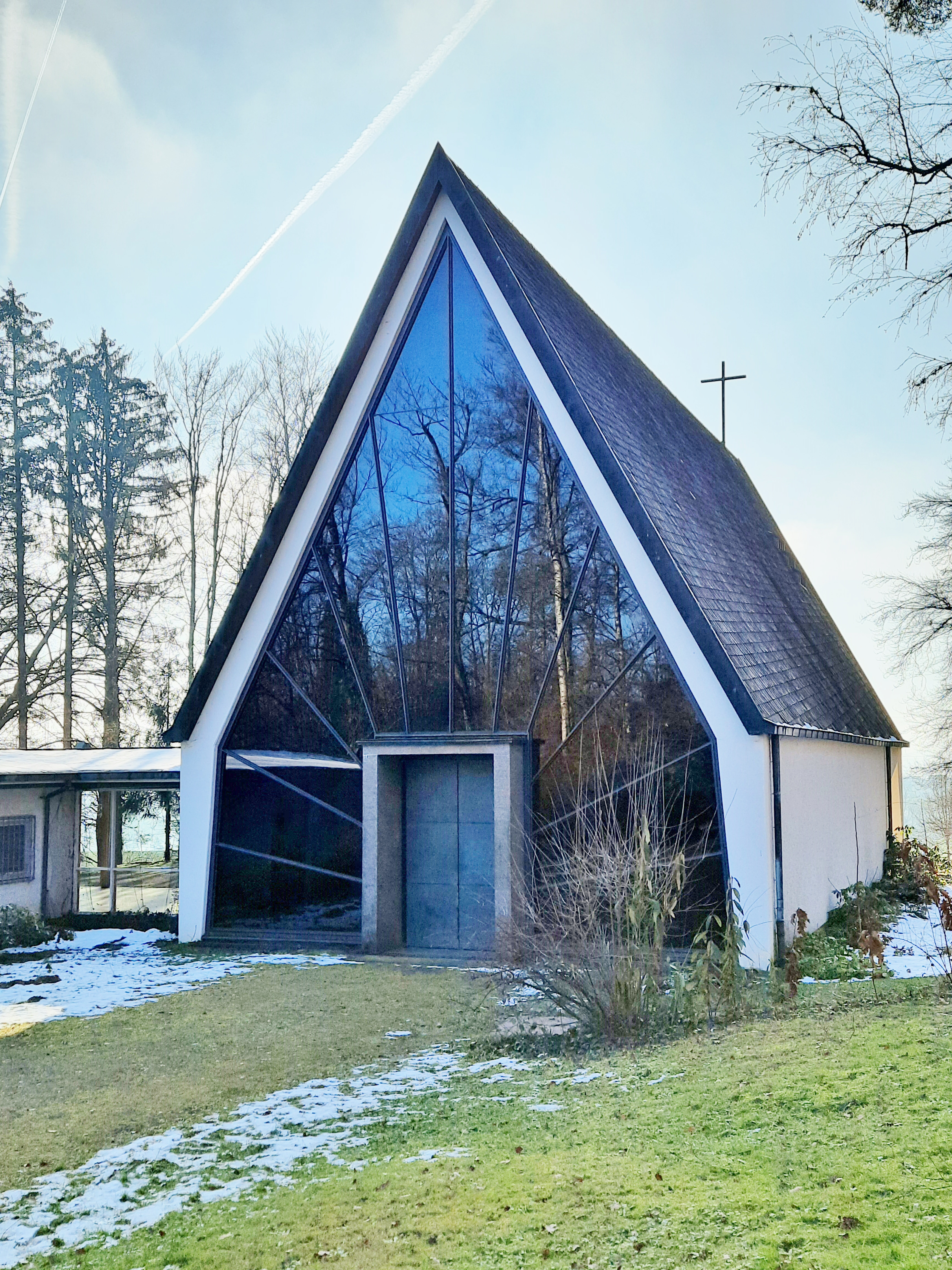
Friedhofskapelle von 1964 auf dem Waldfriedhof bei Karsau.

### Einwohner
Die Zahl der Einwohner von Karsau entwickelte sich wie folgt:
| Jahr | Einwohner |
| ---- | --------- |
| 1852 | 890       |
| 1871 | 934       |
| 1880 | 880       |
| 1890 | 799       |
| 1900 | 1023      |
| 1910 | 1039      |
| 1925 | 1111      |

| Jahr | Einwohner |
| ---- | --------- |
| 1933 | 1197      |
| 1939 | 1352      |
| 1950 | 1517      |
| 1956 | 2031      |
| 1961 | 2552      |
| 1970 | 3209      |
| 2019 | 3670      |

### Religion

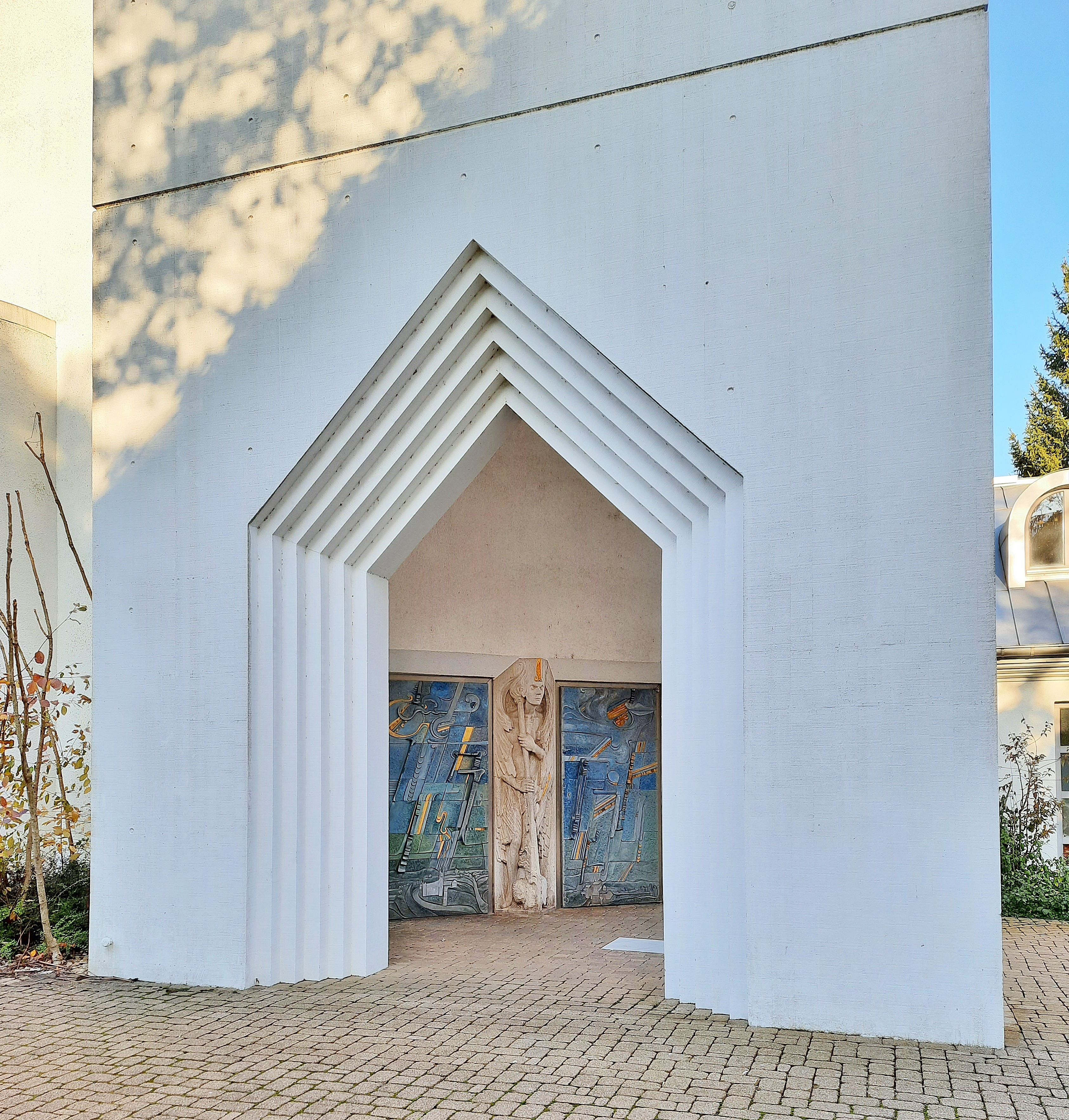
Hauptportal der katholische Kirche St. Michael.

Die Katholiken werden durch die Seelsorgeeinheit Rheinfelden betreut und haben seit 1993 eine neue Kirche im Ort, die St.-Michaels-Kirche. Nachdem die ursprüngliche Kirche 1836 wegen Baufälligkeit abgebrochen wurde, diente bis 1993 die Schlosskirche Beuggen auch als Dorfkirche.
Die für Karsau zuständige evangelische Kirche ist die Johanneskirche in Minseln, die zur evangelischen Kirchengemeinde Rheinfelden gehört.
Die Zugehörigkeit zu den Religionsgemeinschaften verteilte sich in der Vergangenheit wie folgt:
| Religionszugehörigkeit in Karsau | Religionszugehörigkeit in Karsau | Religionszugehörigkeit in Karsau | Religionszugehörigkeit in Karsau |
| Jahr                             | Religion                         | Religion                         | Religion                         |
| -------------------------------- | -------------------------------- | -------------------------------- | -------------------------------- |
|                                  | evangelisch                      | katholisch                       | sonstige                         |
| 1858                             | 15,2 %                           | 84,8 %                           | 0,0 %                            |
| 1925                             | 19,2 %                           | 80,7 %                           | 0,1 %                            |
| 1950                             | 25,5 %                           | 73,0 %                           | 1,5 %                            |
| 1961                             | 30,5 %                           | 68,1 %                           | 1,4 %                            |
| 1970                             | 26,7 %                           | 69,8 %                           | 3,5 %                            |

## Politik

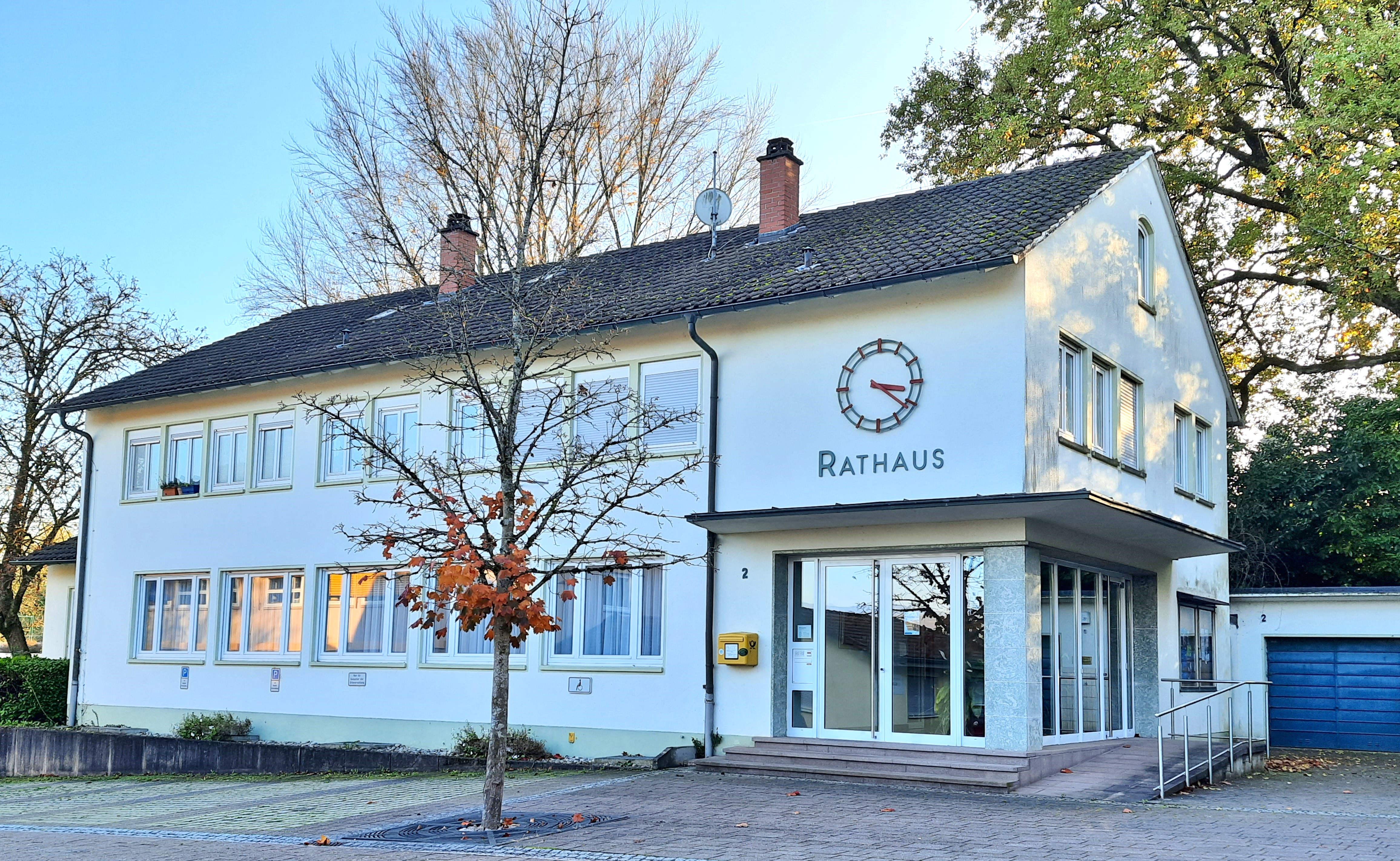
Ehemaliges Rathaus der Gemeinde Karsau – heute Sitz der Ortsverwaltung von Rheinfelden-Karsau.

### Ortschaftsrat
Die Gemeindeordnung (GeO) Baden-Württemberg regelt die Ortschaftsverfassung in den §§ 67–76.
Die Stadt Rheinfelden hat auf dieser Grundlage eine Ortschaftsverfassung eingeführt und in ihrer Hauptsatzung die Zusammensetzung der Ortschaftsräte geregelt. Der Ort hat einen Ortschaftsrat mit 12 Mitgliedern. Ortsvorsteher ist Jürgen Räuber.

### Eingemeindung
„Als letzte selbstständige Gemeinde wurde Karsau 1975 von der Stadt zwangseingemeindet.“

## Geschichte

### Ur- und Frühgeschichte
Werkzeugfunde die dem mittleren Paläolithikum und dem Neolithikum zugeordnet werden, weisen auf eine sehr frühe Nutzung der Dinkelberghochfläche und der Niederterrasse bei Karsau hin. Auch aus römischer Zeit liegen zahlreiche Funde vor. Im Gewann Erlen wurden die Grundmauern einer Villa rustica teilweise ausgegraben.

### Mittelalter

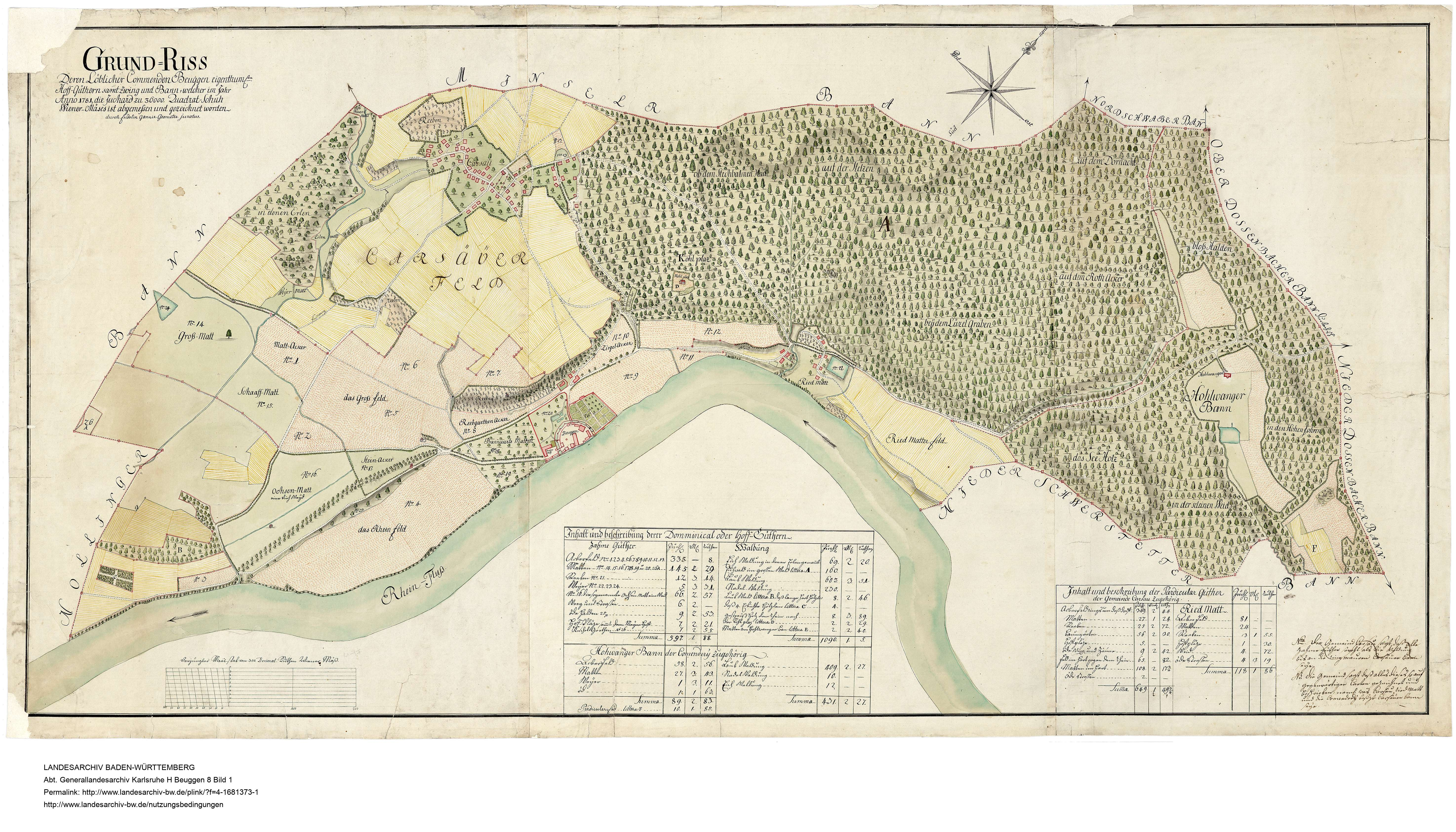
Grund-Riss deren löblicher Commenden Beuggen eigenthuml. Hoff-Güthern samt Zwing und Bann.

Aus dem Frühmittelalter wurden Plattengräber gefunden, die auf ein alemannisches Gehöft aus dem 7. Jahrhundert hindeuten. Die älteste aufgefundene Urkunde die Karsau nennt datiert von 1269 und bezeichnet den Ort mit Karlesowe zusammen mit Riedmatt (ze Rietmatten). Beuggen wurde bereits 1218 (Buchein) genannt.
Der Ort hatte einen Ortsadel und eine Burg Beuggen deren Lage aber nicht genau bekannt ist. 1246 überschrieb Ulrich von Liebenberg seine Besitzungen in Beuggen dem Deutschen Orden, der dort seine Kommende errichtete und die niedere Gerichtsbarkeit ausübte. Die hohe Gerichtsbarkeit und die Landeshoheit hatten die Habsburger. Im Detail kam es bei der Abgrenzung der Rechte immer wieder zu Konflikten, die dann um 1580 durch eine Reihe von Verträgen bereinigt wurden. Nachdem es 1736 erneut zu Streitigkeiten über die Rechte der Kommende und des Landesherrn kam, belehnte Vorderösterreich den Deutschen Orden gegen Bezahlung auch mit weiteren Rechten in der Gerichtsbarkeit, behielt aber die Landeshoheit.

### Neuzeit
Obwohl die Deutschordenskommende Beuggen zu den geistlichen Territorien gehörte, wurde sie zunächst noch von der Säkularisation durch den Reichsdeputationshauptschluss von 1803 verschont, da für den Deutschen Orden darin eine Sonderregelung getroffen wurde. Sie blieb bis zum Friede von Pressburg Breisgauer Landstand. 1803 ging der vorderösterreichische Breisgau und damit auch Karsau von den Habsburgern auf das kurzlebige Herzogtum Modena-Breisgau über, das im gleichen Jahr per Erbgang wieder an die Habsburger zurückfiel.
1806 übergab die französische Besatzungsmacht den Breisgau an das Kurfürstentum Baden, das dann im gleichen Jahr noch Großherzogtum wurde. In Artikel 19 der Rheinbundakte (Conföderations-Acte der rheinischen Bundes-Staaten vom 12. Juli 1806) wurde festgelegt: „…der Großherzog von Baden …“ wird „… die deutschen Ordens-Kommenden Beuggen und Freyburg als vollkommenes Eigenthum besitzen.“
Kurzzeitig wurde Karsau durch das von Baden übernommene Amt Nollingen (Landschaft Rheintal) mit verwaltet. Von 1807 bis 1810 gehörte Karsau zum neu geschaffenen großherzoglich badischen Bezirksamt Beuggen und anschließend zum Bezirksamt Säckingen und dem daraus folgenden Landkreis Säckingen. Bei dessen Auflösung kam Karsau 1973 zum Landkreis Lörrach.

### Wappen
Die Blasonierung des Wappens der ehemaligen Gemeinde Karsau lautet: In Blau ein goldener Bienenkorb. Der Bienenkorb wurde etwa ab Mitte des 19. Jahrhunderts als Symbol im Lacksiegel der Gemeinde verwendet, wobei darüber noch landwirtschaftliche Embleme angebracht waren. Er wird als „Symbol für Arbeitsamkeit, Ordnungssinn und Fleiß der Bevölkerung“ gesehen und wurde 1904 in das Wappenbild übernommen.

## Natur, Kultur und Sehenswürdigkeiten

### Bauwerke

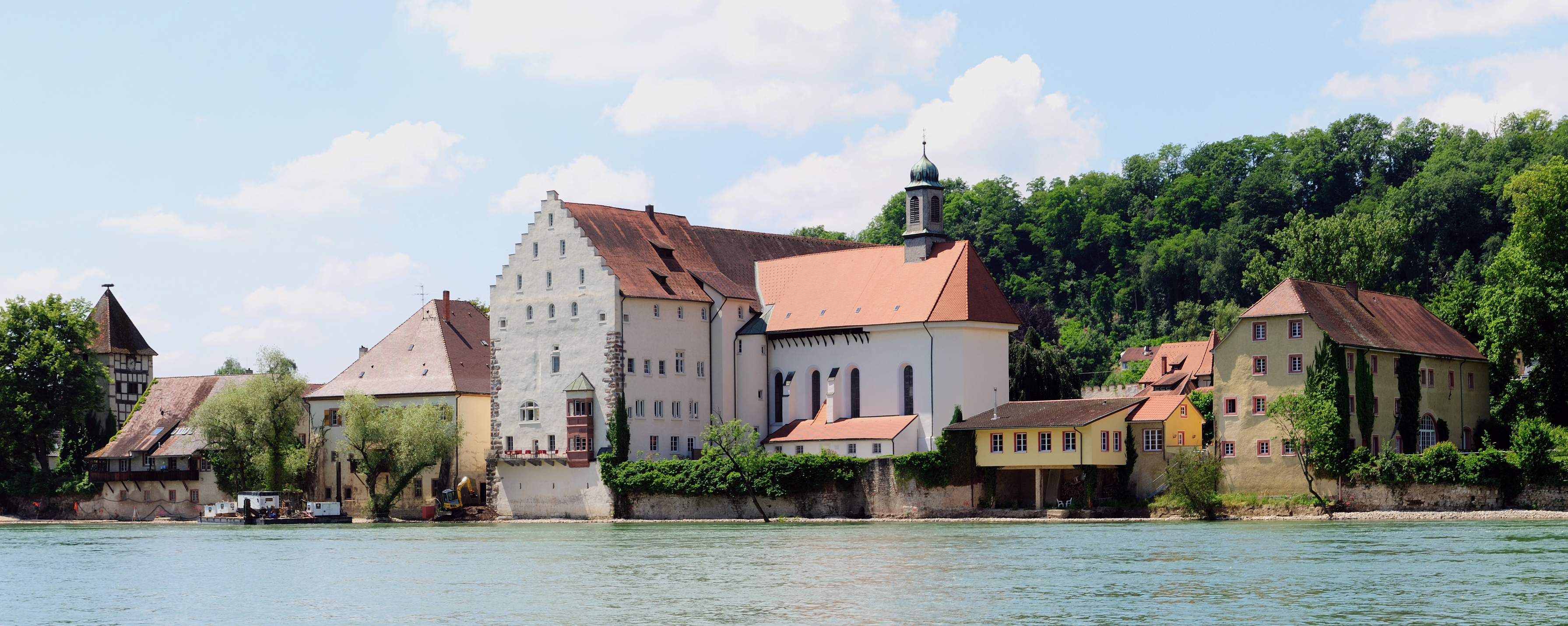
Schloss Beuggen

Das bemerkenswerteste Bauwerk ist Schloss Beuggen. Zum Gebäudeensemble gehört auch die ehemalige Schlosskirche Beuggen, die bis 1993 die katholische Pfarrkirche der Gemeinde war.

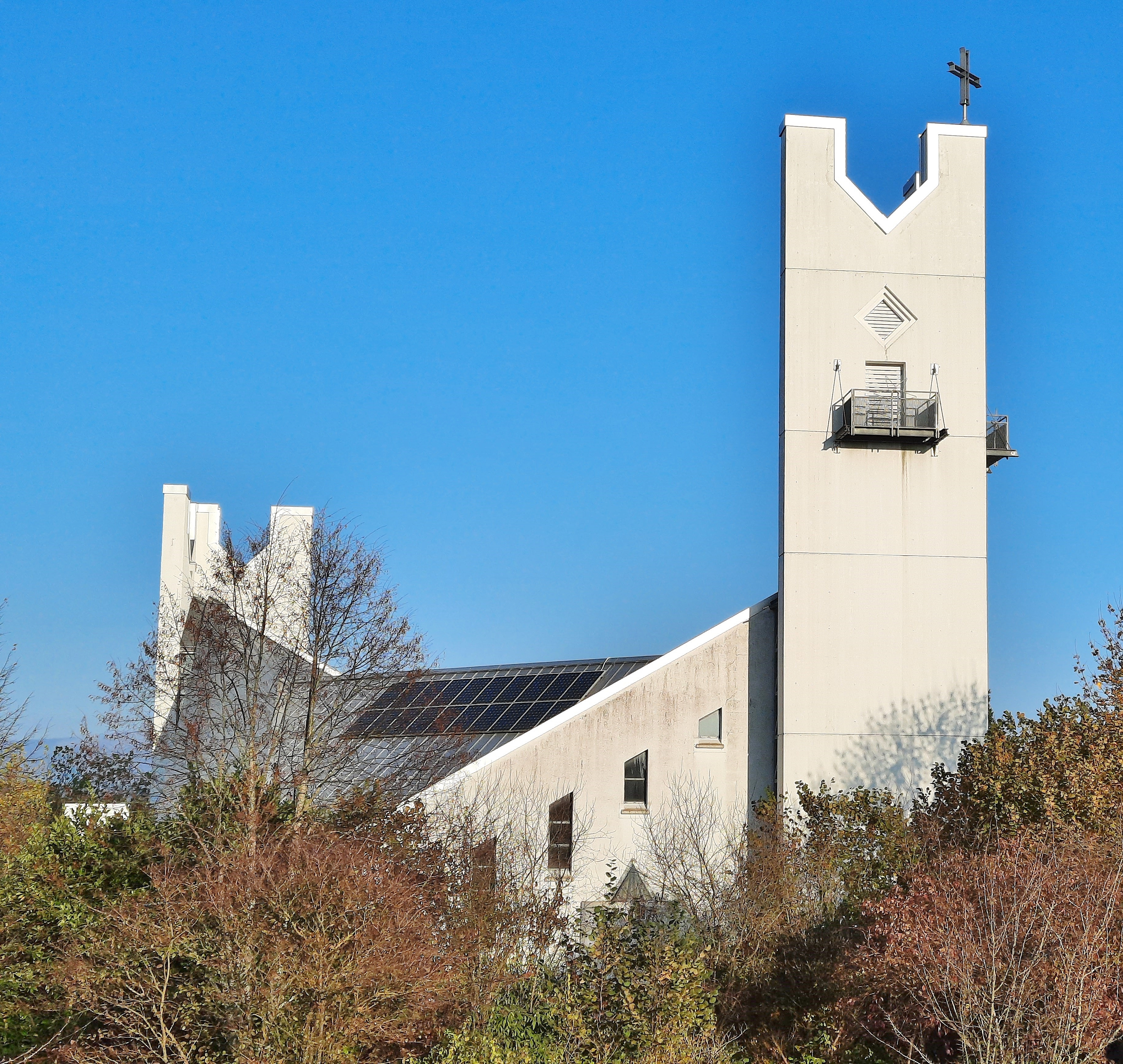
St. Michael.

Im Mai 1993 wurde die neue römisch-katholische Pfarrkirche der Gemeinde Beuggen-Karsau, St. Michael (Rheinfelden-Karsau), mit einem quadratischen Grundriss errichtet. Der Bau hat auf jeder Ecke unterschiedlich hohe Türme. Außerdem gibt es auf dem Waldfriedhof die 1964 erbaute Friedhofskapelle.

### Naturdenkmäler
Die Tschamberhöhle im Ortsteil Riedmatt des Stadtteils Karsau ist eine aktive Bachhöhle im verkarsteten Muschelkalk des Dinkelberges. Die gesamte Höhle weist eine Länge von 1550 Meter auf, wovon etwa 600 Meter begehbar sind. Sie ist in Deutschland eine von drei Schauhöhlen im Muschelkalk.

### Museen und Vereine
Im Ortsteil Riedmatt – nahe der Tschamberhöhle – wurde 2009 das Geo-Museum Dinkelberg eingerichtet. „Es beherbergt über 100 Fossilien, Kristalle und Gesteinen, die einen Einblick in die Entstehung der hiesigen Karstlandschaft geben.“
Im Stadtteil gibt es den Musikverein Karsau e. V. 1898.
Neben dem Sportverein gibt es einen Turnverein, den Handballclub, den Tennisclub und die Sportschützen.

### Regelmäßige Veranstaltungen
Am Ostermontag findet ein Eierlauf statt, wobei dieser speziellen lokalen Spielregeln folgt und auch Reiter mitspielen.

## Wirtschaft und Infrastruktur

### Verkehr
Die in West-Ost-Richtung verlaufende B 34 verbindet Grenzach-Wyhlen mit Bad Säckingen. Seit dem 20. Dezember 2021 ist die A 98 westlich der Ortsmitte von Karsau über die Anschlussstelle 8 (Rheinfelden-Karsau) angebunden. Zu diesem neuen Bauabschnittes 4 gehört auch der Herrschaftsbucktunnel bis Minseln. Die Landesstraße 143 verbindet Karsau mit Nollingen und eine Ortsverbindungsstraße mit Minseln.
Karsau wird über den Öffentlicher Personennahverkehr durch eine Buslinie mit Lörrach (Linie 7301) und eine mit Schopfheim (Linie 7302) verbunden.

### Unternehmen
1898 siedelte sich die Aluminium Rheinfelden im Rheinfeld von Beuggen an, das aber von Karsau 1901 an Nollingen abgetreten wurde. Es gibt daher keine größeren Industriebetriebe in Karsau.

### Bildung

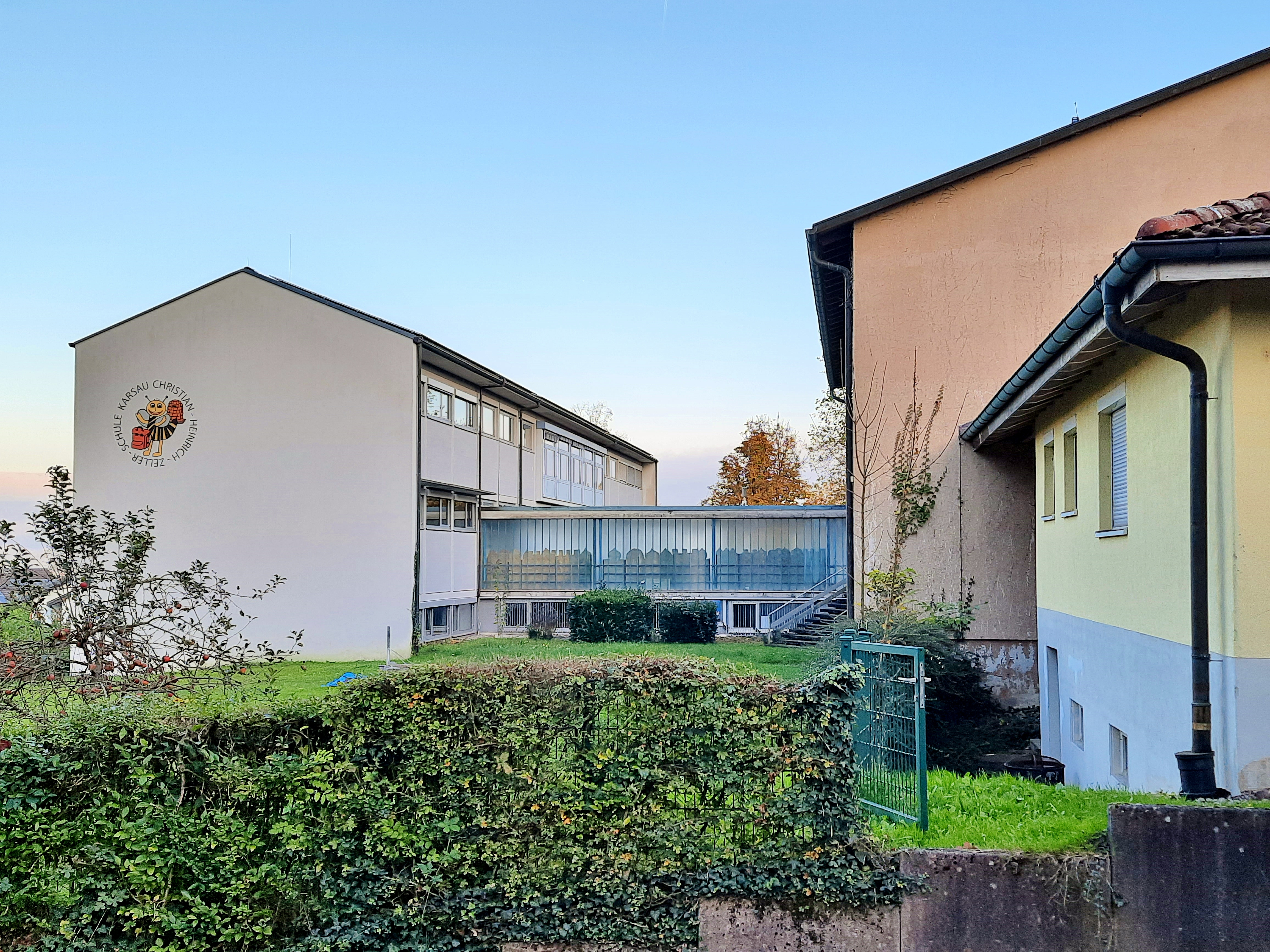
Christian-Heinrich-Zeller Schule

In Karsau gibt es die Grundschule Christian-Heinrich-Zeller-Schule. Der Verein Tüllinger Höhe, Fachdienst für Kind und Familie e. V. unterhält in Beuggen eine Außenstelle. „Etwa 30 Schüler erfahren hier in kleinen Klassen und im heilpädagogischen Rahmen individuelle schulische, soziale und therapeutische Förderung.“

### Feuerwehr
Am 19. März 1899 formierte sich mit 67 Bürgern eine Freiwillige Feuerwehr für den Ort Karsau. Die Abteilung verfügt über sechs Einsatzfahrzeuge, einen Anhänger und drei historische Feuerwehrfahrzeuge. Ende 2017 lag die Gesamtstärke der Abteilung Karsau bei 44, davon 15 Aktive, 19 in der Altersmannschaft und 10 Angehörige der Jugendgruppe.

## Persönlichkeiten
- Christian Heinrich Zeller (* 1779; † 1860 auf Schloss Beuggen) war ein deutscher Pädagoge, Pionier der Inneren Mission und Kirchenliederdichter pietistischer Richtung
- Sophie Zeller-Siegfried (* 1791; † 1858 in Beuggen)[42], Hausmutter in der Armenschullehrer-Anstalt in Beuggen
- Samuel Zeller (* 1834 in Beuggen; † 1912 in Männedorf), Schweizer Missionar und Anstaltsleiter